# Logoterapia

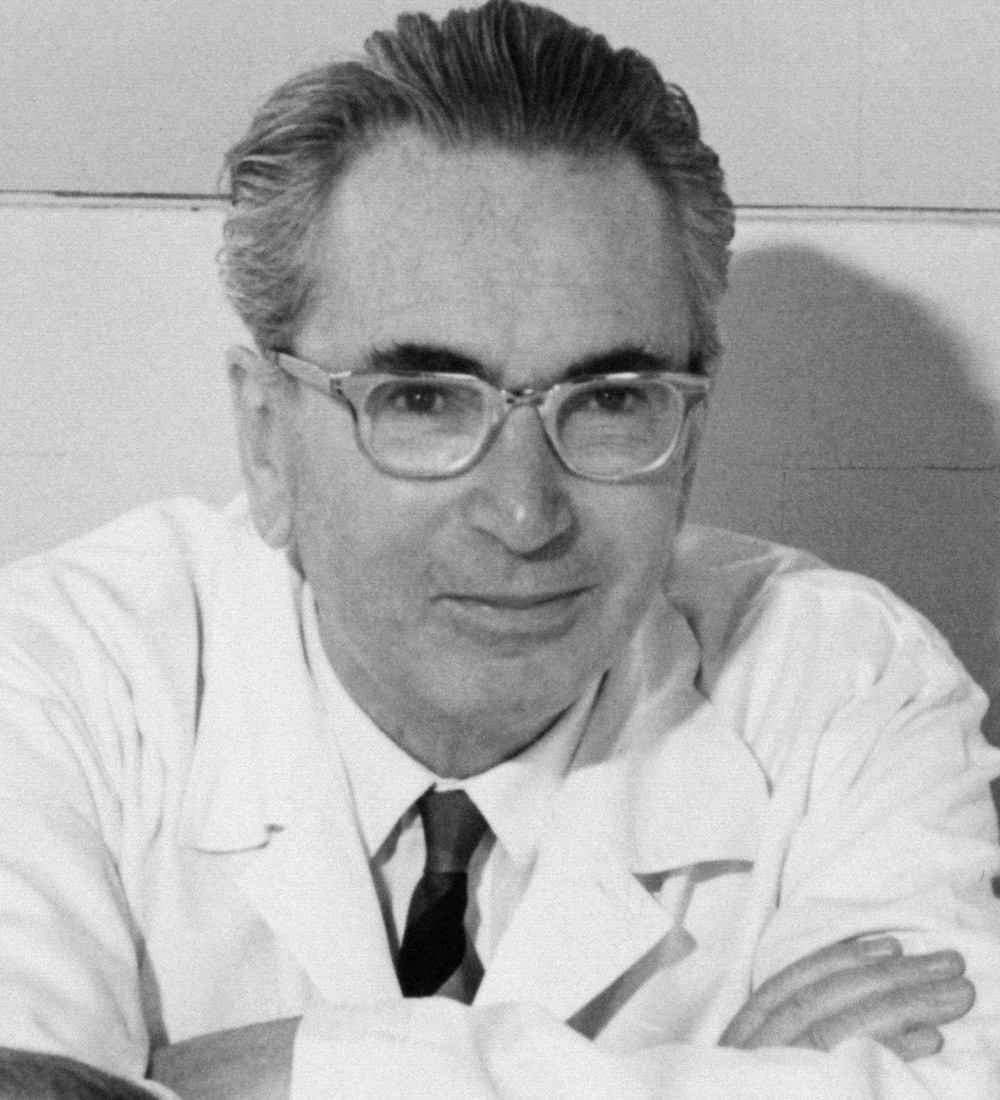
Viktor Frankl

Logoterapia – termin wprowadzony przez Viktora Frankla na określenie wprowadzonej przez niego metody psychoterapii skupiającej się na umożliwieniu pacjentowi poznania i akceptacji siebie i swojego znaczenia jako części pewnej całości, w tym realnego świata, w którym musi on funkcjonować. 
Podejście Frankla, określane jako trzecia szkoła wiedeńska (pierwsza – freudowska, druga – adlerowska), zawiera elementy egzystencjalizmu i behawioryzmu, tego ostatniego głównie ze względu na rolę przypisywaną uczeniu się w rozwoju zachowań neurotycznych. Orientację Frankla uważa się także za ważną składową nurtu psychologii humanistycznej.

## Podstawowe założenia
W myśl podstaw teoretycznych logoterapii, każdy człowiek osobiście decyduje, czy w danej sytuacji zachowa się przyzwoicie lub nieprzyzwoicie. Czynniki: biologiczne, psychiczne i socjologiczne determinują ludzką kondycję, ale nie są w stanie odebrać wolności wyboru.
Podstawę satysfakcji z życia stanowi odpowiednie rozpoznanie stojących przed jednostką zadań i ich realizacja. Dzielą się one na trzy typy:
- pracę oraz dokonywanie osiągnięć,
- doświadczanie dobra, prawdy, piękna oraz pozytywnych uczuć względem innych ludzi, w szczególności miłości,
- dzielne znoszenie nieuniknionego cierpienia.

Każdorazowe podjęcie odpowiedzialności związanej z którymś z powyższych jest źródłem poczucia sensu i satysfakcji z życia.

## Koncepcja człowieka w ujęciu logoterapii
Frankl opowiada się za antyredukcjonistycznym podejściem w rozumieniu człowieka. Człowieka nie da się sprowadzić do szeregu kategorii fizjologicznych, biologicznych, czy psychologicznych, wedle których jest on "niczym innym, jak tylko...". Takie podejścia redukują w człowieku wymiar specyficznie ludzki, jakim jest jego duchowość. Człowiek jako osoba duchowa to ta, która doświadcza wartości i uczuć wyłącznie ludzkich, takich jak: wolność, odpowiedzialność, miłość, cierpienie, lęk, poczucie nieuchronności śmierci, poczucie sensu.
Człowiek jest według Frankla jednością, ale powiedzieć, że jednością psychofizyczną, to mało. To, co cielesne, i to, co psychiczne, zostaje uzupełnione o wymiar duchowy, który w przeciwieństwie do dwu poprzednich nie jest determinowany biologicznie ani biograficznie. To, co w człowieku duchowe, stanowi o istocie człowieka – tylko urzeczywistniając swoją duchową naturę człowiek prowadzi autentyczną egzystencję. Dzięki tej właściwości człowiek jest w stanie wznieść się ponad swoje uwarunkowania – chorobę, cierpienie, przeciwstawić się swojemu organizmowi psychofizycznemu.
Aby przybliżyć swoje rozumienie człowieka, Frankl wprowadza ontologię dymensjonalną, rodzaj geometrycznej metafory.
I prawo ontologii dymensjonalnej
Jedna i ta sama rzecz, rzutowana ze swojego wymiaru na wymiar niższy niż własny, odbija się w ten sposób, że jej odbicia wzajemnie sobie przeczą.
Dla zobrazowania tego prawa Frankl przywołuje szklankę, która jest otwartym walcem. Szklanka rzutowana na płaszczyznę równoległą do jej podstawy daje obicie w postaci koła, rzutowana na płaszczyznę prostopadłą do podstawy, daje obraz prostokąta. Koło i prostokąt, mimo że są rzutami tej samej figury, są ze sobą sprzeczne. Dodatkowo obie figury są figurami zamkniętymi, podczas gdy szklanka jest istnością otwartą. 
Jeśliby w miejsce szklanki rozpatrywać człowieka, a rozmaitymi jego rzutami byłyby nauki takie, jak biologia czy psychologia, to okazałoby się, że to, co mówią one o człowieku, jest daleko idącą redukcją, skracającą człowieka o wymiar specyficznie ludzki.
II prawo ontologii dymensjonalnej
Różne rzeczy rzutowane ze swoich wymiarów na jeden i ten sam wymiar niższy niż ich własny, odbijają się w taki sposób, że ich obrazy nie są ze sobą sprzeczne. 
Różni ludzie rzutowani na płaszczyznę biologii czy psychologii mogą być zakwalifikowani jako określona, ta sama, jednostka nozologiczna, w wyniku czego, to, co dla nich jednostkowe i szczególne, zostaje zatarte (np. talent).

## Techniki terapeutyczne
- Dyrektywy paradoksalne oraz humorystyczne traktowanie przez pacjenta własnych objawów.
- Logodrama – polega na wyobrażeniu sobie przez pacjenta samego siebie na łożu śmierci celem spojrzenia na własne obecne życie z dystansu; ma pomóc w rozpoznaniu, czy podjął on stojące przed nim zadania życiowe.